# پائولینیو (بازیکن فوتبال، زاده ۲۰۰۰)

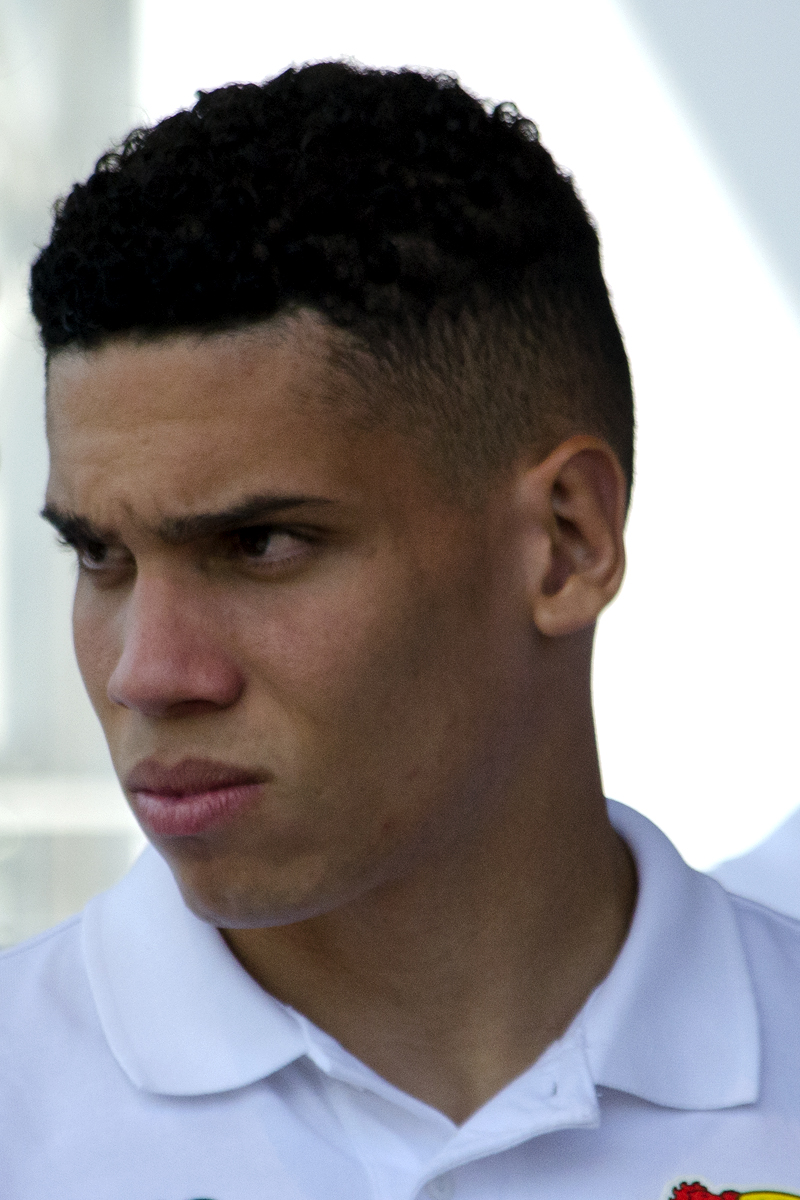
پائولینیو در سال ۲۰۱۸

پائولو هنریکه سامپایو فیلیو (پرتغالی: Paulo Henrique Sampaio Filho؛ زادهٔ ۱۰ مهٔ ۱۹۹۷) که عموماً با نام پائولینیو شناخته می‌شود، بازیکن فوتبال اهل برزیل است.
از باشگاه‌هایی که در آن بازی کرده‌است می‌توان به واسکو دوگاما و بایر لورکوزن اشاره کرد.